# Manoj Gogoi

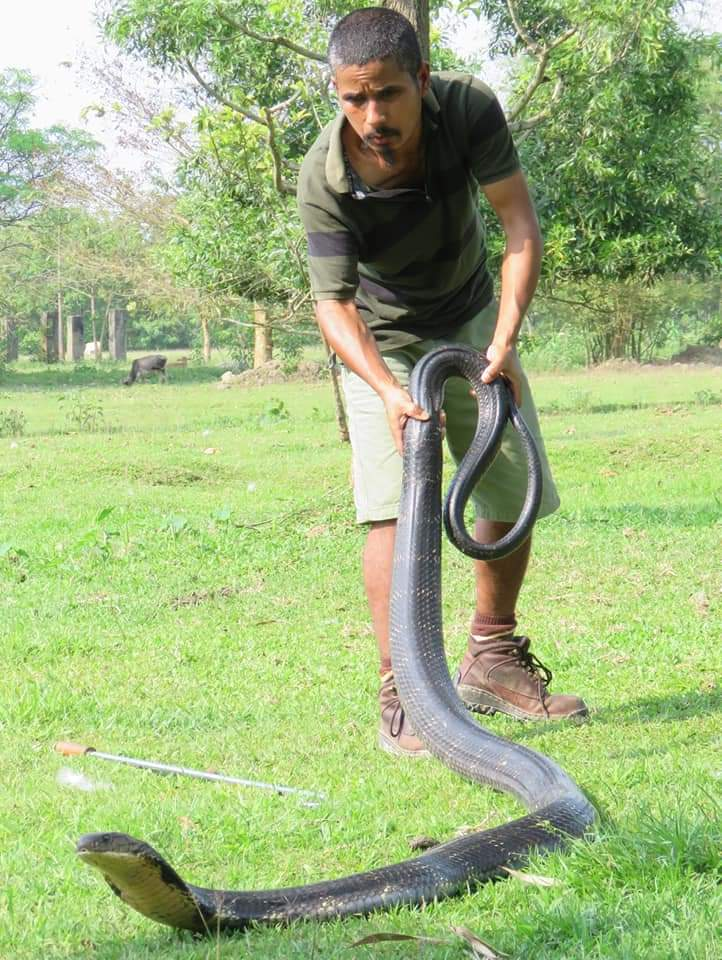
Gogoi com uma cobra-real

Manoj Gogoi (assamês: মনোজ গগৈ) é um conservacionista e reabilitador da vida selvagem indiano de Assão. Ele resgatou mais de 5.000 animais no Parque Nacional Kaziranga, um parque nacional nos distritos de Golaghat, Karbi Anglong e Nagaon, no estado de Assão, na Índia. Ele é amplamente conhecido por salvar animais desesperados das cheias anuais de Assam.

## Vida pessoal
Ele é casado com Kashmiri Saikia Gogoi. Ele casou-se em 2005.

## Trabalho de conservação da vida selvagem
Gogoi é um grande observador de pássaros e naturalista. Ele cresceu rodeado de natureza repleta de vários pássaros, rinocerontes, leopardos e cobras, até mesmo as venenosas. Depois de trabalhar como motorista e guia turístico transportando turistas até 2013, Gogoi decidiu tornar-se num ambientalista após um encontro casual com Kedar Gore, director da Fundação Corbett .
Gogoi fez parte de um documentário de televisão filmado pelo cineasta de vida selvagem Vijay Bedi, que foi exibido no Animal Planet e no Discovery Channel . A Fundação Corbett concedeu-lhe o título de 'Guerreiro da Vida Selvagem' em 2014.

## Prémio
Gogoi recebeu o India Star Passion Award 2019 pelo seu serviço social (ambiental).